# Gábor Király
Gábor Ferenc Király (pronunție în maghiară [ˈɡaːbor ˈfɛrɛnt͡s ˈkiraːj]; n. 1 aprilie 1976) este un fotbalist profesionist maghiar care joacă pentru Szombathelyi Haladás și echipa națională de fotbal a Ungariei pe postul de portar.
În cei 22 de ani de carieră ca jucător, Király și-a petrecut o mare parte din ei la clubul german Hertha BSC, cu care a semnat în 1997 și pentru care a jucat în 198 de jocuri oficiale. În afară de Hertha BSC, Király a jucat pentru cluburile engleze Crystal Palace, Burnley, și Fulham și a fost împrumutat cu West Ham United și Aston Villa. În 2015, el a ajuns la echipa din orașul său natal, Szombathelyi Haladás. A debutat la națională împotriva Austriei în 1998, având în prezent peste 100 de selecții la naționala Ungariei.
Király este recunoscut pentru purtarea unor pantaloni de trening gri în loc de pantaloni scurți în aproape fiecare meci în care joacă, declarând că i-a ales pentru confort după ce a jucat pe suprafețe dure.

## Cariera pe echipe

### Începutul carierei
Născut în Szombathely, Király și-a început activitatea ca fotbalist la club local Szombathelyi Haladás, în 1993, fiind transferat de clubul german Hertha BSC în 1997.

### Hertha BSC
La Hertha, el a fost inițial cea de-a doua alegere pentru postul de portar, dar după o serie de șapte meciuri fără victorie, l-a înlocuit pe portarul Christian Fiedler pentru meciul de acasă cu 1. FC Köln de pe 28 septembrie 1997, în care Hertha a reușit prima ei victorie în Bundesliga din acel sezon. Ulterior, a devenit prima alegere pentru postul de portar, apărând în fiecare meci timp de doi ani, până în februarie 2000, când Király a pierdut șapte meciuri de campionat din cauza unei accidentări. De asemenea, el a apărut în 10 meciuri  pentru Hertha în Liga Campionilor UEFA, în sezonul 1999-2000.
După Hans Meyer a fost numit noul antrenor al Herthei în pauza de iarnă a 2003-04 sezon din Bundesliga, Király și-a pierdut locul de titular, Fiedler reluându-și locul după șase ani petrecuți pe banca de rezervă. 

### Crystal Palace
După trei sezoane la Crystal Palace este împrumutat la West Ham.

### Burnley
Király a semnat Burnley pe 30 mai 2007, după ce a rămas liber de contract.

### Bayer Leverkusen
În ianuarie 2009, Király a fost împrumutat de Burnley la Bayer Leverkusen.

### 1860 Munchen
În iunie 2009, Király a fost lăsat liber de contract de Burnley alături de Steve Jones și Alan Mahon. La 3 iunie 2009 a semnat un contract pe trei ani cu TSV 1860 München.
După cel de-al doilea meci al 2014-15 sezon Király a fost suspendat și trimis la echipa a doua, împreună cu colegii lui Vitus Eicher, Daniel Adlung, Yannick Stark și căpitanul Julian Weigl. Király l-a asaltat Gary Kagelmacher în timpul unui meci, în timp ce alți patru jucători au fost băut până târziu în noapte și au auzit vorbind lucruri urâte despre club.

### Fulham
Pe 28 august 2014, s-a anunțat că Király a semnat cu Fulham. 

## Carieră internațională
Király a debutat la națională împotriva Austriei în 1998, meci în care, după numai patru minute, a apărat un penalti executat de Toni Polster, iar Ungaria a câștigat cu 3-2. În meciurile de calificare la Campionatul Mondial de Fotbal 2006
 Király a fost singurul jucător care a apărut în toate cele zece meciuri de calificare.
Pe 12 noiembrie 2015, a ajuns la 100 de selecții pentru Ungaria, în meciul câștigat cu Norvegia, scor 1-0, din prima manșă a Preliminariilor Campionatului European de Fotbal 2016 în Oslo. El a fost cel de-al doilea jucător maghiar care a depășit 100 de selecții, după József Bozsik din Echipa de Aur. Împlinind 40 de ani în luna aprilie 2016, Király a stabilit un nou record, fiind cel mai bătrân jucător la un Campionat European, depășind recordul lui Lothar Matthäus'.
Din 20 mai 2016
| Ungaria | Ungaria | Ungaria |
| An      | Meciuri | Goluri  |
| ------- | ------- | ------- |
| 1998    | 6       | 0       |
| 1999    | 9       | 0       |
| 2000    | 7       | 0       |
| 2001    | 8       | 0       |
| 2002    | 9       | 0       |
| 2003    | 8       | 0       |
| 2004    | 6       | 0       |
| 2005    | 10      | 0       |
| 2006    | 7       | 0       |
| 2007    | 0       | 0       |
| 2008    | 0       | 0       |
| 2009    | 1       | 0       |
| 2010    | 7       | 0       |
| 2011    | 7       | 0       |
| 2012    | 2       | 0       |
| 2013    | 3       | 0       |
| 2014    | 2       | 0       |
| 2015    | 9       | 0       |
| 2016    | 1       | 0       |
| Total   | 102     | 0       |